# Azio Corghi
Azio Corghi, né le 9 mars 1937 à Cirié dans la province de Turin au Piémont et mort le 17 novembre 2022 à Guidizzolo (province de Mantoue, Lombardie), est un compositeur italien contemporain.

## Œuvres

### Opéras
- Gargantua, opéra en deux actes - livret d'Augusto Frassineti, Turin, 1984
- Blimunda, opéra en trois actes - d'après Memoriale del Convento de José Saramago, Milan, 1990
- Divara - Wasser und Blut, drame musical en trois actes - d'après In nomine Dei de José Saramago, Münster, 1993 (pour l'anniversaire de la ville de Münster)
- Rinaldo & C., opéra baroque - d'après Rinaldo de Georg Friedrich Händel, Catane, 1997
- Isabella, teen-opera - d'après L'italiana in Algeri de Gioachino Rossini, Pesaro, 1998
- Tat'jana, drame lyrique - d'après Tatiana Repina d'Anton Tchekhov, Milan, 2000
- Don Giovanni ossia Il dissoluto assolto, opéra - d'après Don Giovanni ou O dissoluto absolvido de José Saramago, Milan, 2006